# تونة بيضاء
البَكورة (بالإنجليزية: Albacore)‏ أو التونة البيضاء أو التون الأبيض أو الكَنْعَد أو الكُنْعُد أو الكنعت أو الجُرْمون اهو نوع من سمك التونة من رتبة الفرخيات. وهو موجود في المياه المعتدلة والاستوائية في جميع أنحاء العالم في المناطق السطحية والميسوبية. هناك ستة أسهم مميزة معروفة عالمياً في المحيط الأطلسي والمحيط الهادئ والمحيط الهندي، وكذلك البحر الأبيض المتوسط. يحتوي البَكور على جسم مغرم مستطيل الشكل ذو خطم مخروطي، وعينان كبيرتان، وزعانف صدرية طويلة بصورة ملحوظة. جسدها أزرق ظهري وظلال من اللون الأبيض الفضي البطني. يمكن للأفراد الوصول إلى طول يصل إلى 1.4 م (4.6 قدم).